# Wichren Sandanski
Wichren Sandanski – bułgarski klub piłkarski założony 24 maja 1925 roku, który pod obecną nazwą występuje od sezonu 1957–1958. Wcześniej znany był jako Ustrem Sandanski (od 1925 do 1938) i FC Sandanski (od 1938 do 1957).
W 1976 roku Wichren po raz pierwszy w historii zagrał w drugiej lidze. Cztery sezony później zajął w niej drugie miejsce, ale nie było ono premiowane awansem do ekstraklasy. Przez kolejne dwie dekady zespół krążył między drugą a trzecią ligą.
W sezonie 2004-2005 pierwszy raz zawitał do ekstraklasy. Jako beniaminek ligi na koniec rozgrywek 2005-2006 zajął dziewiątą lokatę.
Najbardziej znanym zawodnikiem z obecnej kadry jest 30-letni napastnik Georgi Baczew, były reprezentant kraju, uczestnik Mundialu 1998.
Od sierpnia 2006 do lutego 2007 roku szkoleniowcem Wichrenu był ex selekcjoner reprezentacji Macedonii Gjoko Hadżiewski. Na początku rundy wiosennej został zastąpiony przez Filipa Filipowa, który pracował do końca sezonu. Po jego zakończeniu nowym trenerem został 32-letni Portugalczyk Rui Dias.

## Sukcesy
- Występy w bułgarskiej ekstraklasie:
  - 2005-2006 – miejsce 9.
  - 2006-2007 – miejsce 9.

## Stadion
Stadion Miejski w Sandanskim może pomieścić 6.000 widzów.